# Wybory do rad narodowych w Polsce w 1958 roku
Wybory do rad narodowych w Polsce w 1958 roku – wybory do rad narodowych w PRL, przeprowadzone 2 lutego 1958 roku na podstawie uchwały Rady Państwa z 4 listopada 1957 r.
Wybierano radnych do:
- wojewódzkich rad narodowych,
- powiatowych rad narodowych,
- miejskich rad narodowych,
- dzielnicowych rad narodowych,
- rad narodowych osiedli i
- gromadzkich rad narodowych.